# Liste des entreprises d'intelligence artificielle
Cette liste est dynamique en ce qu'elle évolue régulièrement et ne sera peut-être jamais complète. Vous pouvez la compléter en citant des sources fiables.
 (février 2025).
Sont listées ci-dessous des entreprises notables dont l'activité principale est liée à l'intelligence artificielle (IA). Les entreprises qui utilisent simplement de l'IA mais dont le principal domaine d'activité est différent ne sont pas incluses,.

## Amérique

### Canada
- Element AI

### États-Unis
- Anthropic
- Google DeepMind
- Hugging Face
- Inflection AI
- Isomorphic Labs
- OpenAI
- Perplexity AI
- Safe Superintelligence
- xAI

## Asie

### Chine
- DeepSeek
- SenseTime

## Europe

### Allemagne
- Aleph Alpha

### France
- Dataiku
- DentalMonitoring
- Sidetrade
- H Company
- Hugging Face
- LightOn
- Linagora
- Meero
- Mistral AI
- MWM AI
- Owkin
- Poolside AI
- Shift Technology

### Royaume-Uni
- Deepmind
- Isomorphic Labs

## References
1. ↑  https://raffle.ai/newsroom/what-is-a-real-ai-company
2. ↑  https://syncedreview.com/2017/09/27/fake-ai-vs-real-ai